# Сергей Кириенко
Сергей Владилѐнович Кириѐнко е руски политик и държавник: бивш министър-председател на Русия, вицепремиер, министър и настоящ първи заместник-ръководител на Администрацията на президента на Русия от 5 октомври 2016 г..
Бил е генерален директор на Държавната корпорация по атомна енергия „Росатом“ (2005 – 2016). Председател е на Националния съвет по айкидо на Русия (президент на Федерацията по айкидо „Айкикай России“) от 2005 г.. От основаването му (2005) е съпредседател на Руския съюз по бойни изкуства.

## Биография

### Ранни години
Роден е в Сухуми – столицата на Абхазка АССР, Грузинска ССР, СССР, в семейството на Лариса Кириенко и проф. Владилен Израител – преподавател, ръководител на катедра в Горковския институт за инженери по водния транспорт (днес: Волжка държавна академия по воден транспорт) в гр. Горки (днес: Нижни Новгород).
Сергей Кириенко завършва средно училище в Сочи, Горковския институт за инженери по водния транспорт през 1984 г. и Академията на народното стопанство при Правителството на Руската федерация в Москва (1993). Става член на КПСС (1984), служи в Съветската армия.
Започва работа през 1986 г. в корабостроителния завод „Красное Сормово“, гр. Горки. През 1986 – 1991 г. е секретар на комитета на ВЛКСМ в завода; избран е за първи секретар на Горковския областен комитет на ВЛКСМ.
От 1991 до 1997 г. е в бизнеса: генерален директор на „Концерн АМК“ АД; председател на Управителния съвет на банка „Гарантия“; президент на нефтената компания „Норси-ойл“.

### В правителството
В периода 1997 – 1998 г. е първи заместник-министър и министър на горивата и енергетиката на Русия. Става първи заместник министър-председател, изпълняващ длъжността министър-председател (23 март – 24 април 1998). Избран е от Държавната дума (едва при 3-то гласуване) и служи като министър-председател от 24 април до 23 август същата година.
Като премиер закрива длъжностите на първите си заместници, рязко съкращава броя на останалите вицепремиери. Става известен – заедно с Борис Немцов (негов вицепремиер и първи заместник министър-председател до 28 април) и Анатолий Чубайс (първи заместник министър-председател до 23 март същата година), като „млад реформатор“, опитал се да реализира мащабни либерални икономически реформи. Активно е водена политика на заемане на външния пазар, включително с помощта на кредити от МВФ, поради което държавният дълг нараства с 22 млрд. щ. долара.
На 17 август 1998 г. кабинетът Кириенко прекратява плащанията по купоните ГКО-ОФЗ (краткосрочни и дългосрочни държавни облигации), обявявайки фактически първия в световната икономическа история дефолт по вътрешния дълг, довел до избухване на тежка и продължителна икономическа криза, обусловена от редица фактори – огромен държавен дълг (породен от финансовата криза в Азия от 1997 г.), резкия спад на световните цени на суровините (съставляващи основата на износа на страната), популистката икономическа политика и пирамидата ГКО (държавни краткосрочни облигации). Кириенко подава оставката на правителството, която веднага е приета от президента Борис Елцин, а за изпълняващ длъжността министър-председател е назначен неговият предшественик Виктор Черномирдин.

### Следващи години
Като кандидат-кмет на Москва събира 11,2 % от гласовете (2-ри, след победителя Юрий Лужков) през 1999 г. Лидер е на листата на новосформирания Съюз на десните сили (СДС), събрал 8,5 % на парламентарните избори същата година. Депутат е от СДС (1999 – 2000) и лидер на групата му в Държавната дума.
Пълномощен представител е на президента в Приволжки федерален окръг (2000 – 2005), председател на Държавната комисия по химическо разоръжаване (2001). На 15 ноември е назначен за ръководител на Федералната агенция по атомна енергия (Росатом). При преобразуването на агенцията на 12 декември 2007 г. в Държавна корпорация по атомна енергия „Росатом“, той остава глава на ведомството на длъжност генерален директор.